# Тюрька
Тюрька — деревня в Большеигнатовском районе Мордовии. Входит в состав Киржеманского сельского поселения.

## География
Расположена на реке Барахманка, в 7 км по прямой к юго-востоку от поселка Надеждинский.

## Население
| 2002 | 2010 |
| ---- | ---- |
| 18   | ↘8   |

Национальный состав
Согласно результатам Всероссийской переписи населения 2002 года, в национальной структуре населения русские составляли 28 %, мордва-эрзя — 78 %.